# Lafonius
Lafonius is een geslacht van uitgestorven temnospondyle Batrachomorpha (basale 'amfibieën'), behorend tot de dvinosauriërs. Het leefde in het Laat-Carboon (ongeveer 303-300 miljoen jaar geleden) en fossiele overblijfselen zijn gevonden in Noord-Amerika, meer bepaald in New Mexico.

## Naamgeving
De typesoort Lafonius lehmani werd in 1973 benoemd door David Berman.
Fossielen van Lafonius lehmani werden ontdekt in de Madera-formatie in het Manzano-gebergte, New Mexico. Het holotype is CM 25474, een gedeeltelijk skelet met schedel, op een enkele steenplaat. Het werd in de zomer van 1971 gevonden door de amateurpaleontologen Neal La Fon en Thomas Lehman welke hiervoor geëerd worden in de soortnaam. Ze zonden het fossiel naar Gerard R. Case die het weer aan het Carnegiemuseum schonk.

## Beschrijving
Lafonius moet iets meer dan een halve meter lang zijn geweest en het uiterlijk moet vaag hebben geleken op dat van een grote salamander. Het bezat een afgeplatte schedel, breed naar achteren en met een vrij korte snuit. De oogkassen waren naar voren geplaatst; in het algemeen leek Lafonius erg op de veel bekendere Trimerorhachis uit het latere Perm: de schedelverhoudingen, het patroon van de dermale botten van het schedeldak, de vorm van de kaak en de schubben leken erg op het geslacht uit het Perm. Er waren echter verschillen: het jukbeen maakte deel uit van de oogkasrand, er was een dubbele rij tanden alleen op het coronoïde en zowel het intercoronoïde als het precoronoïde waren uitgerust met hoektanden en diastemen voor de onderste hoektanden. Lafonius verschilde ook van Trimerorhachis in de minder uitgesproken verlenging van het postorbitale gebied en de meer ontwikkelde otische inkeping. De wervels waren slecht verbeend en het is waarschijnlijk dat kieuwbogen met uitwendige kieuwen ook aanwezig waren in het volwassen stadium.

## Classificatie
Lafonius is een lid van de dvinosauriërs, een groep temnospondylen die over het algemeen klein van formaat zijn en strikt aquatisch leefden. In het bijzonder is Lafonius een naaste verwant van de geslachten Neldasaurus en Trimerorhachis uit het Perm, waarvan hij als een potentiële voorouder of althans voorloper wordt beschouwd. 

## Paleoecologie
Fossielen van Lafonius zijn gevonden in sedimenten van zee- en kustoorsprong, maar het is waarschijnlijk dat ze werden meegevoerd door een zoetwaterstroom, waar Lafonius waarschijnlijk leefde.